# Sigmund-Freud-Gesellschaft
Die Sigmund Freud Gesellschaft ist ein 1968 gegründeter wissenschaftlicher Verein mit Sitz in Wien. Ihr Ziel ist die Förderung der Forschung zu Theorie und Praxis der Psychoanalyse im Allgemeinen und zu ihrem Begründer Sigmund Freud im Besonderen.
Dem Gründungsvorstand von 1968 gehörten unter anderem die beiden Psychoanalytiker Friedrich Hacker und Harald Leupold-Löwenthal an. Gegenwärtig hat die Sigmund Freud-Gesellschaft etwa 500 Mitglieder aus zahlreichen Ländern, darunter Ärzte, Studenten, Psychoanalytiker und Künstler. Mitglied der Sigmund Freud Gesellschaft kann jeder an der Psychoanalyse Interessierte werden.
Die Gesellschaft veranstaltet in regelmäßigen Abständen Symposien, Diskussionsrunden und Vorträge und arbeitet eng mit dem Sigmund Freud Museum und der Sigmund Freud Privatstiftung zusammen.
Der Literaturwissenschaftler Edward Said war im Mai 2001 für einen Vortrag über Sigmund Freuds Auffassung antiker Kulturen eingeladen. Jedoch wurde er aufgrund eines 2000 entstandenen Bildes (er hat einen Stein über die israelische Grenze geworfen) wieder ausgeladen. Stattdessen erhielt er eine Einladung für das Freud Museum in London.

## Präsidenten
- 1968–Jahr Friedrich Hacker
- 1976–1999 Harald Leupold-Löwenthal
- 1999–2002 Johann August Schülein
- Jahr–2008 Dieter Bogner
- 2008–Jahr Eva-Maria Höhle
- seit 2017 Martin Engelberg